# تپه دشت عباس
تپه دشت عباس مربوط به هزاره سوم و ۴ قبل از میلاد - -قرون اولیه و میانه دوران‌های تاریخی پس از اسلام است و در شهرستان دهلران، بخش موسیان، دهستان دشت عباس، روستای دشت عباس واقع شده و این اثر در تاریخ ۱۵ دی ۱۳۸۷ با شمارهٔ ثبت ۲۴۰۴۲ به‌عنوان یکی از آثار ملی ایران به ثبت رسیده است.